# Siège de Péluse
Pour le siège de 525 av. J.-C., voir Bataille de Péluse.
Conquête musulmane de l'Égypte
Batailles
Bataille de Heliopolis - Siège de Bilbéis - Siège de la Forteresse de Babylone - Siège d'Alexandrie
Le siège de Péluse (639 - 640) est un affrontement entre les forces du Califat Rachidun aidés par des Bédouins du Sinaï, sous le commandement de Amr ibn al-As, et celles de l'Empire byzantin sous le commandement de Cyrus de Phase. Ce siège de la ville de Péluse, à l'est de Port-Saïd dans la géographie moderne, s'inscrit dans le contexte de l'invasion musulmane de l'Égypte. Ce siège victorieux des forces d'Amr ibn al-As est aussi une victoire symbolique importante, car elle a été la première victoire de cette invasion et a également ouvert la voie à la conquête musulmane de l'intérieur de l'Égypte byzantine.

## Déroulement
Fin 639, l'armée musulmane atteint Péluse, c'est la première rencontre entre le Califat Rachidun et l'Empire byzantin en Égypte, Péluse est une ville de garnison byzantine considérée comme la porte orientale de l'Égypte de l'époque et donc symbolique pour Amr ibn al-As.
Le déroulement de la bataille est marqué par la trahison de Cyrus de Phase qui part se réfugier à la Forteresse de Babylone après que ses propositions de paix ont été refusées par ses subordonnés, sa fille Armanousa, prendra la relève son père. Après de nombreuses tentatives de siège, Huzaifah ibn Wala, joua un rôle crucial dans la victoire musulmane, réussissant à entrer dans la cité, ce qui donna la victoire au Califat Rachidun.

## Conclusion
Après la victoire du Califat Rachidun, Armanousa, faite prisonnière, fut remise indemne à son père qui s'était réfugié à la cité de Bilbéis.
La conquête continuera avec le siège de Bilbéis.